# 埃爾巴赫河 (格勒本巴赫河支流)
48°12′03″N 11°24′01″E / 48.200765°N 11.400239°E
埃爾巴赫河是德國的河流，位於該國東南部，由巴伐利亞負責管轄，屬於格勒本巴赫河的右支流，河道全長6.1公里，流域面積23.8平方公里。